# Теория определяющих соотношений
Теория определяющих соотношений — научный курс, предметом которого является анализ общих свойств и структуры определяющих соотношений, подходов к построению физических уравнений.
Теория определяющих соотношений нашла своё широкое применение в механике сплошных сред, к которым относят как газы, жидкости, так и твёрдые тела, в последнее время предпринимаются попытки к классификации известных теорий пластичности.
Теория определяющих соотношений рассматривает аксиоматику механики континуума.

## Основные понятия и положения общей теории определяющих соотношений
- независимость от выбора системы отсчёта;
- материальный изоморфизм;
- равноправность;
- изотропия;
- связи (упрощающие предположения о внутренних массовых взаимодействиях);
- затухающая память (память о предыстории движения и воздействия, принцип детерминизма и причинности).

Основы предмета были заложены такими учёными, как: А. А. Ильюшин, У. Нолл, К. Трусделл.